# Liste der Baudenkmäler in Augsburg-Rechts der Wertach
In der Liste der Baudenkmäler im Rechts der Wertach sind die Baudenkmäler im Augsburger Stadtbezirk Rechts der Wertach im
Planungsraum Oberhausen
(II)
aufgelistet. Zu diesen Baudenkmälern gibt es auch eine Bildersammlung.
Diese Liste ist eine Teilliste der Liste der Baudenkmäler in Augsburg. Grundlage der Liste ist die Bayerische Denkmalliste, die auf Basis des bayerischen Denkmalschutzgesetzes vom 1. Oktober 1973 erstmals erstellt wurde und seither durch das Bayerische Landesamt für Denkmalpflege geführt und aktualisiert wird. Die folgenden Angaben ersetzen nicht die rechtsverbindliche Auskunft der Denkmalschutzbehörde.

## Ensembles

### Ensemble Am Pfannenstiel

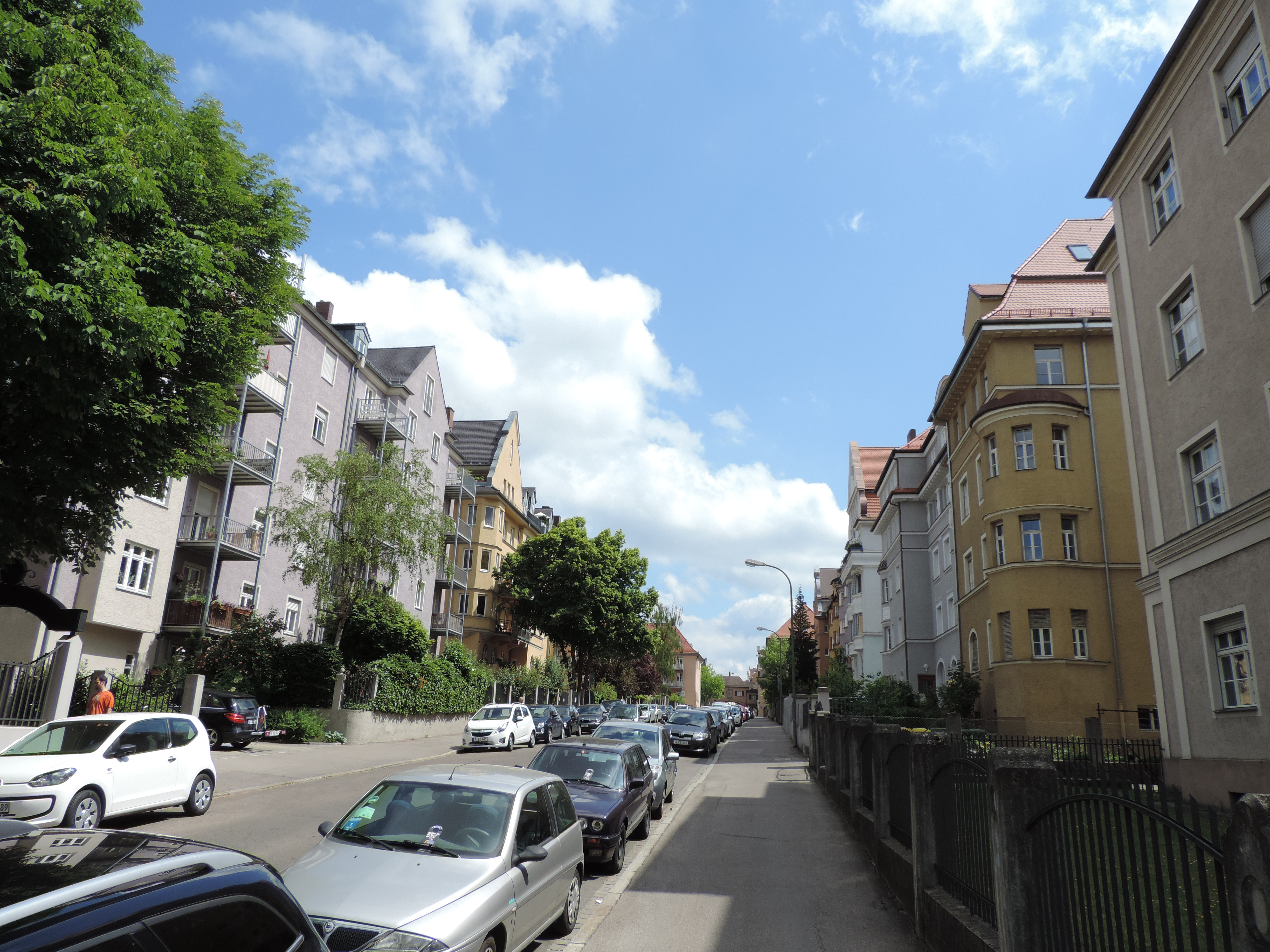
Ensemble Am Pfannenstiel

Reihen und Gruppen von viergeschossigen Mietshäusern um 1910–1920, mit ausgebauten Sattel- oder Mansarddächern, mit geschweiften Giebeln über risalitartig vorgezogenen Endstücken sowie Runderkern bzw. polygonalen Erkern. Eine Architektur mit plastischen Werten, die aus der lokaltypischen Bautradition abgeleitet wurden. Die zugehörigen Vorgärten sind noch weitgehend erhalten.
Aktennummer: E-7-61-000-2

### Ensemble Ehemaliger Riedinger-Park

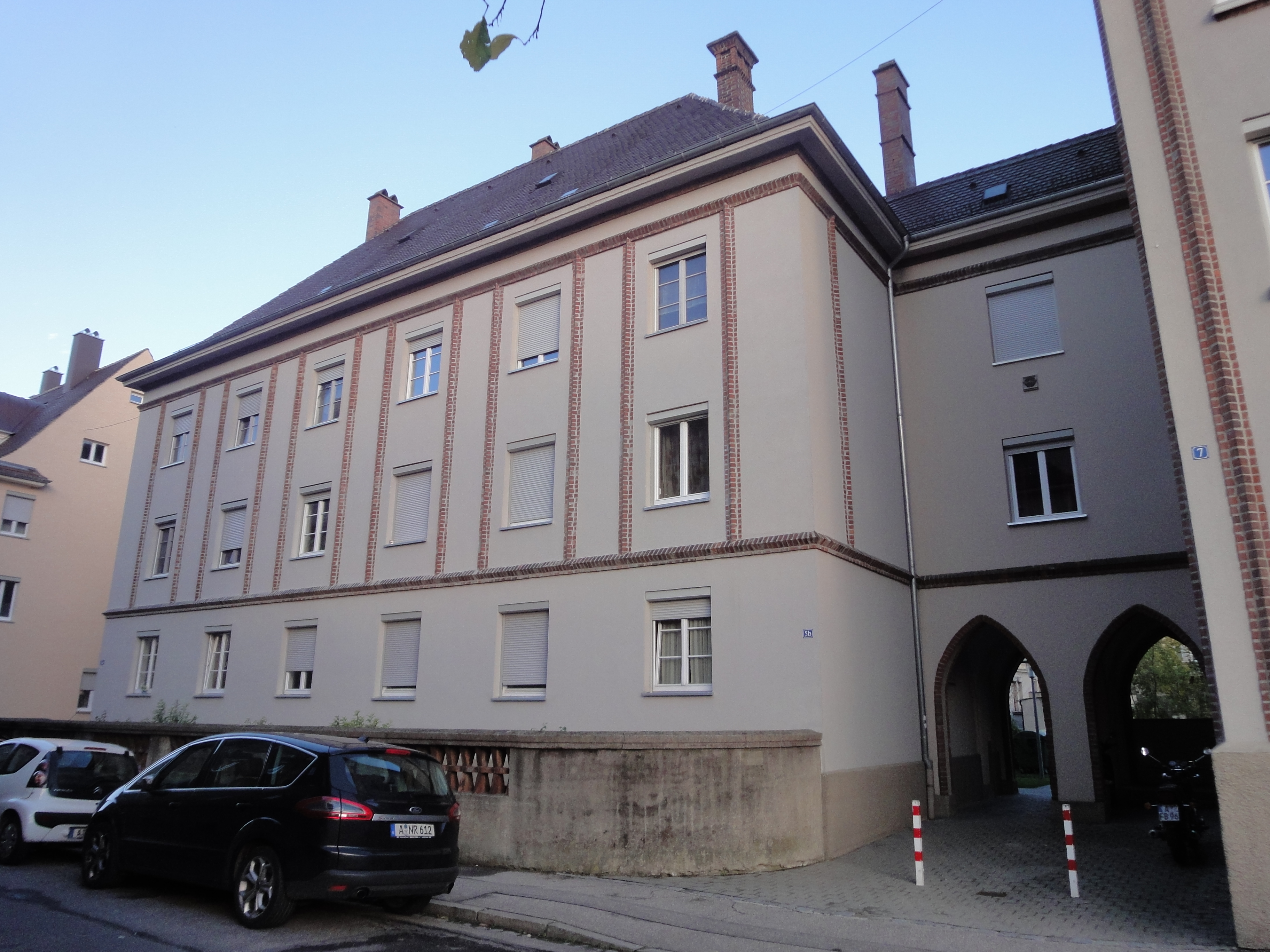
Ensemble Ehemaliger Riedinger-Park

Die Ende 1908 gegründete „Allgemeine Baugenossenschaft für Augsburg und Umgebung“, die als erste in Augsburg die Schaffung von Wohnungen auf genossenschaftlicher Basis betrieb, ließ zwischen 1909 und 1915 auf dem Gelände des ehem. Riedinger-Parks nach Entwurf von E. Rottmann eine Wohnsiedlung errichten, in die Infrastruktureinrichtungen wie Gastwirtschaft, Ladengeschäfte und Büroräume miteinbezogen waren. Um 1925/26 erweitert, umfasste die Anlage damals 402 Wohnungen z. T. neuartigen Zuschnitts. Mit einer aus asymmetrisch gegliederten Gebäudeeinheiten zusammengefügten Blockbebauung wurden in bewusstem Gegensatz zu den schematischen Fassadenabwicklungen und ungestalteten Hinterhöfen der „Mietskasernen“ malerische Wirkungen erstrebt. Die Elemente dieser in ihrer Massengliederung differenzierten Architektur – runde Eckerker, Zwiebeltürme, Risalite und vorspringende Eingangsbauten, Loggien, Gauben und geschwungene Dachausbildungen – entstammen als Motive vorausgehenden Epochen, die stilistische Ausformung der Fassaden- und Gliederungsdetails verbindet Nachklänge des Jugendstils mit reduziert-historisierenden Formen. Der besondere Gestaltwert dieser Anlage liegt in der Gebäudegruppierung und in der Kombination der plastischen Elemente: Die plastisch akzentuierten Bauten bilden nach außen vielfältig belebte Straßenräume und umschließen abwechslungsreiche Innenhöfe.
Aktennummer: E-7-61-000-14

## Baudenkmäler
| Lage                                                                                               | Objekt                                                                 | Beschreibung | Akten-Nr.                | Bild                            |
| -------------------------------------------------------------------------------------------------- | ---------------------------------------------------------------------- | --- | ------------------------ | ------------------------------- |
| Erhartstraße 5 (Standort)                                                                          | Wohnhaus                                                               | Dreigeschossiger Walmdachbau mit Klinkergliederungen, um 1925, durch einen gewölbten Arkadengang mit Nr. 7 verbunden | D-7-61-000-1214 Wikidata | weitere Bilder                  |
| Erhartstraße 7 (Standort)                                                                          | Wohnhochhaus                                                           | 5 1/2-geschossiger Walmdachbau mit Klinkergliederungen, um 1925, durch einen gewölbten Arkadengang mit Nr. 5 verbunden | D-7-61-000-1215 Wikidata | weitere Bilder                  |
| Heinrich-von-Buz-Straße 3, 3 1/2 (Standort)                                                        | Mietshaus                                                              | Viergeschossiger Traufseitbau mit Volutengiebel nach Süden und an den Ecken Flacherker, nach Norden abgewalmt, bezeichnet „1896“ | D-7-61-000-383 Wikidata  | Mietshaus                       |
| Heinrich-von-Buz-Straße 10 (Standort)                                                              | Wohnhaus                                                               | Traufseitbau mit Satteldach, übergiebeltem Mittelrisalit, geschlämmten Ziegeln und Putzgliederung, um 1880 | D-7-61-000-384 Wikidata  | weitere Bilder                  |
| Heinrich-von-Buz-Straße 12 (Standort)                                                              | Mietshaus                                                              | Viergeschossiger Walmdachbau mit Gliederung und Stuckdekor in Empire-Formen, um 1905 | D-7-61-000-385 Wikidata  | Mietshaus                       |
| Heinrich-von-Buz-Straße 23 (Standort)                                                              | Sogenannte Parsival-Halle                                              | Dreiteilige Hausgruppe mit Satteldächern und Eckerkern, tonnengewölbte Halle mit barockisierendem Stuck und nachträglichen Holzeinbauten, von Dedreux und Mader als Museum für die Sammlung von August Riedinger erbaut, um 1890 | D-7-61-000-386 Wikidata  | weitere Bilder                  |
| Proviantbach (Standort)                                                                            | Wasserkraftwerk am Proviantbach                                        | zwei bzw. dreigeschossiger verputzter Massivbau mit Gurtgesims unterhalb des Attikageschosses, Flachdach und gruppenweise geordneter Befensterung; mit bauzeitlicher technischer Ausstattung (außer Betrieb), 1921/23 | D-7-61-000-1937          | Wasserkraftwerk am Proviantbach |
| Proviantbach, Wolfzahnau 1 (Standort)                                                              | Wasserkraftwerk Wolfzahnau                                             | Wasserkraftwerk der ehemaligen Stadtbachspinnerei, dann der Firma Christian Dierig, Turbinen- und Verwaltungshaus, ein- bzw. zweigeschossiger Blankziegelbau mit Lisenengliederung und Rundbogenöffnungen, 1902 Umspannhaus, turmartiger Satteldachbau über quadratischem Grundriss mit seitlichen, niedrigeren Anbauten, Blankziegelbau, wohl gleichzeitig                                             | D-7-61-000-1212 Wikidata | weitere Bilder                  |
| Riedingerstraße (Standort)                                                                         | Ehemalige Buntweberei Riedinger                                        | eingeschossiger Websaal mit 15-achsigem Sheddach, Thormann und Stiefel, 1946, südlich angeschlossene Schlichterei mit dreiachsigem Sheddach, 1949; Vorwerk, Kopfbau mit vorkragendem, einseitig abgewalmtem, flach geneigtem Satteldach und Fassaden mit vertikalen Fensterbahnen, Stahlbeton, östlich angeschlossen ehem. Kleiderfabrik, dreigeschossiger Putzbau mit flach geneigtem Satteldach, 1951 | D-7-61-000-1972 Wikidata | Ehemalige Buntweberei Riedinger |
| Riedingerstraße 26 h (Standort)                                                                    | Wasserkraftwerk am Senkelbach                                          | langgestreckter massiver Satteldachbau mit breitem Mittelrisalit, Architekturgliederung durch Gruppenfenster, um 1920, nach 1945 teilweise instand gesetzt; mit technischer Ausstattung | D-7-61-000-1934 Wikidata | weitere Bilder                  |
| Rugendasstraße 3 (Standort)                                                                        | Mietshaus                                                              | Viergeschossiger, spätklassizistischer Walmdachbau mit übergiebeltem Mittelrisalit, um 1880 | D-7-61-000-855 Wikidata  | Mietshaus                       |
| Rugendasstraße 15, 19 (Standort)                                                                   | Mietshaus                                                              | Dreigeschossige Dreiflügelanlage mit Erkern und Giebeln, als MAN-Dienstwohnungen in historisierenden Formen errichtet, 1909/10 Vorgartenmauer mit Gittern | D-7-61-000-1256 Wikidata | Mietshaus                       |
| Sebastianstraße 26 (Standort)                                                                      | Katholische Kirche St. Sebastian                                       | Dreischiffige Pfeilerbasilika mit eingezogenem Chor und Dachreiter, in strengen neuromanischen Formen, von Hans Benedikt Schurr, 1906/07, gleichzeitig mit der Erweiterung des Kapuzinerklosters von 1843 errichtet, mit Ausstattung | D-7-61-000-941 Wikidata  | weitere Bilder                  |
| Sebastianstraße 29 d (Standort)                                                                    | MAN-Stahlhaus                                                          | Erdgeschossiger Satteldachbau, 1952 von MAN Augsburg errichtet | D-7-61-000-1446 Wikidata | MAN-Stahlhaus                   |
| Sebastianstraße 29 e (Standort)                                                                    | MAN-Stahlhaus                                                          | Erdgeschossiger Satteldachbau, 1952 von MAN Augsburg errichtet | D-7-61-000-1447 Wikidata | MAN-Stahlhaus                   |
| Sebastianstraße 29 f (Standort)                                                                    | MAN-Stahlhaus                                                          | Erdgeschossiger Satteldachbau, 1952 von MAN Augsburg errichtet | D-7-61-000-1449          | MAN-Stahlhaus                   |
| Sebastianstraße 29 i (Standort)                                                                    | MAN-Stahlhaus                                                          | Erdgeschossiger Satteldachbau, 1952 von MAN Augsburg in Sebastianstraße 15 errichtet, 1963 hierher transferiert | D-7-61-000-1450 Wikidata | MAN-Stahlhaus                   |
| Stadtbach (Standort)                                                                               | Wasserkraftwerk am Stadtbach                                           | eingeschossiger winkelförmiger Massivbau aus Sichtziegeln mit Flachdach und Rundbogenfenstern, Gliederung durch gemauerte Rundbogenfriese, Ecklisenen und Fensterstürze, 1873 errichtet und 1907 erweitert; mit ursprünglicher technischer Ausstattung | D-7-61-000-1936          | Wasserkraftwerk am Stadtbach    |
| Stegstraße 2, 4, 4 a, 6, Von-Hoesslin-Straße 1, 3, 5 (Standort)                                    | Ehemalige Wohnanlage der Firma MAN                                     | Sechs im Baublock symmetrisch angeordnete, 3 1/2-geschossige Wohnhäuser, 1899, 1946 vereinfacht und mit Satteldächern versehen | D-7-61-000-1208 Wikidata | weitere Bilder                  |
| Von-Hoesslin-Straße 2, 4, 6, Innere Uferstraße 26, Mittelstraße 23, Schulstraße 1, 3, 5 (Standort) | Genossenschaftliche Wohnanlage                                         | Dreiflügelanlage, viergeschossige Walmdachbauten mit polygonalen Eckerkern, Nordflügel mit erhöhtem Mittelteil und Klinkergliederungen, an der Schulstraße freistehender zweigeschossiger Pavillonbau, um 1925/27 Einfriedung, um 1925/27 | D-7-61-000-688 Wikidata  | weitere Bilder                  |
| Wertachstraße 29 (Standort)                                                                        | Ehemalige Städtische Straßenbahnzentrale; Wohn- und Verwaltungsgebäude | Auf Sicht vom Wertachbrucker Tor berechneter zweigeschossiger Mansarddachbau mit Ecktürmchen und Volutengiebeln Rückwärts anschließend Maschinen- und Kesselhaus Wagenhalle mit hölzerner Tragwerkkonstruktion, heute Mazda-Museum Augsburg Einheitliche Anlage aus Blankziegelbauten mit Werksteinelementen, 1898                                                                                      | D-7-61-000-1116 Wikidata | weitere Bilder                  |